# 小斯克維爾卡
49°40′16″N 29°57′0″E / 49.67111°N 29.95000°E
小斯克維爾卡（烏克蘭語：Мала Сквирка）是位於烏克蘭北部的村莊，由基辅州白采爾克瓦區的富爾西市鎮負責管轄。該村始建於1500年，面積14平方公里，海拔高度175米，2001年人口481，人口密度每平方公里34.4人。